# Dalašaj
Dallashaj en albanais et Dalašaj en serbe latin (en serbe cyrillique : Далашај) est une localité du Kosovo située dans la commune/municipalité de Gjakovë/Đakovica, district de Gjakovë/Đakovica (Kosovo) ou de Pejë/Peć (Serbie). Selon le recensement kosovar de 2011, elle compte 334 habitants, dont une majorité d'Albanais.

## Démographie

### Évolution historique de la population dans la localité
| 1948 | 1953 | 1961 | 1971 | 1981 | 1991 | 2011 |
| ---- | ---- | ---- | ---- | ---- | ---- | ---- |
| 103  | 114  | 136  | 166  | 156  | 148  | 334  |

|  |